# Charlie O'Connell
Pour les articles homonymes, voir O'Connell.
Charles "Charlie" O'Connell  (né le 21 avril 1975) est un acteur américain et une personnalité connue de la télé réalité.

## Biographie
Charlie O'Connell a participé à la saison 7 de l'émission The Bachelor (la version américaine de Le bachelor) en 2007. Il a fait plusieurs apparitions dans des séries télévisées (FBI : Portés disparus, Preuve à l'appui), ainsi que dans des téléfilms. Néanmoins son principal succès reste son rôle de glisseur dans la quatrième saison de Sliders : Les Mondes parallèles alias Colin Mallory, où il joue aux côtés de son frère aîné Jerry O'Connell.
Né à New York en 1975, il est le fils de Linda (née Witkowski), professeur d'art, et de Michael O'Connell, directeur artistique dans une agence de publicité. Son grand-père maternel, Charles S. Witkowski, fut le maire de la ville de Jersey,. O'Connell possède également des origines irlandaises et polonaises.

## Filmographie

### Cinéma
- 1999 : Sexe Intentions (Cruel Intentions) de Roger Kumble : Court Reynolds
- 2000 : Eh mec ! Elle est où ma caisse ? (Dude, Where's My Car?) de Danny Leiner : Tommy
- 2001 : Délivre-nous du mal (Devil's Prey) de Bradford May : David
- 2002 : Le Nouveau (The New Guy) de Ed Decter : un étudiant acrobate
- 2002 : Embrassez la mariée ! (Kiss the Bride) de Vanessa Parise : Joey
- 2012 : L'Attaque du requin à deux têtes : Professeur Babish

### Télévision
- 1996 et 1998 - 1999 : Sliders (série TV) de Tracy Torme et Robert K. Weiss : Colin Mallory (saison 4) / Kit Richards (invité saison 2) / Officier O'Hara (invité saison 3) (⇒ 19 épisodes)
- 1998 : V.I.P. (série TV) de J. F. Lawton (en) : Jimmie (1 épisode)
- 1999 : Wasteland (série TV) de Kevin Williamson : Bartender (1 épisode)
- 1999 : Zoe, Duncan, Jack & Jane (série TV) créé par Daniel Paige : Johnny Gottlieb (1 épisode)
- 2004 : FBI : Portés disparus (Without a Trace) (série TV) de Hank Steinberg : un avocat (1 épisode)
- 2005 : Preuve à l'appui (Crossing Jordan) (série télévisée) de Tim Kring : Calvin 'Cal' Hoyt (2 épisodes)
- 2006 : Kraken : Le Monstre des profondeurs (Kraken: Tentacles of the Deep) de Tibor Takács : Ray Reiter